# Jezioro Białe Filipowskie
Jezioro Białe Filipowskie – 18. najgłębsze jezioro w Polsce, leżące w województwie podlaskim, powiecie suwalskim, gminie Filipów, blisko Filipowa Drugiego i Motuli Starych. W pobliżu przebiega droga wojewódzka nr 652. W pobliżu znajdują się Jezioro Krzywe Filipowskie czy Rospuda Filipowska.

## Charakterystyka
Jezioro ma specyficzny, podłużny kształt, charakterystyczny dla jeziora rynnowego typu sielawowego. Długość wynosi 3 km, szerokość do 750 m (średnio ok. 60 m). Jego brzegi są strome, a głębokość sięga do 52 metrów (średnio 17,1). Dno przy brzegu jest piaszczyste, miejscami żwirowo-piaszczyste, tylko zatoki zamulone i porośnięte szuwarami. Linia brzegowa jest urozmaicona głównie od strony południowej, gdzie występuje niewielka wyspa połączona groblą z lądem. Na dnie można odnaleźć wiele głazów narzutowych. Od strony wschodniej brzegi porasta las, od zachodniej są pola i nieużytki, od pozostałych najczęściej z jeziorem graniczą łąki i polany. Z jeziora w kierunku północno-wschodnim wypływa ciek wodny przepływający potem m.in. przez Jezioro Krzywólskie i Jezioro Przystajne.
Bezpośrednio nad brzegiem nie są zlokalizowane żadne miejscowości, a teren jest dość odludny i cichy (obowiązuje tu strefa ciszy). Jest tu stały ośrodek wypoczynkowy, a także letnia szkoła nurkowa. Właśnie do nurkowania warunki w jeziorze zachęcają największą liczbę turystów (widoczność 4 do 6 metrów). Jest to też miejsce dogodne dal wędkarzy, choć strome brzegi utrudniają wodowanie łodzi. 

## Przyroda
Jezioro zamieszkuje bardzo zróżnicowana liczba gatunków ryb: leszcz, okoń, szczupak, sandacz, ukleja, krąp, jazgarz, miętus, karp, sielawa, sieja, płoć, lin, karaś i węgorz.